# Сустиненте
Сустиненте (итал. Sustinente) је насеље у Италији у округу Мантова, региону Ломбардија.
Према процени из 2011. у насељу је живело 1250 становника. Насеље се налази на надморској висини од 15 м.

## Становништво
Према резултатима пописа становништва 2011. у општини је живело 2.240 становника.
| 1931. | 1936. | 1951. | 1961. | 1971. | 1981. | 1991. | 2001. | 2011. |
| ----- | ----- | ----- | ----- | ----- | ----- | ----- | ----- | ----- |
| 4.050 | 4.108 | 4.200 | 3.110 | 2.504 | 2.469 | 2.391 | 2.266 | 2.240 |